# Ермаков, Валентин Михайлович
Валенти́н Миха́йлович Ермако́в (15 октября 1933, село Ильинское, Малоярославецкий район, Московская область — 18 июня 2015, город Обнинск, Калужская область) — советский и российский поэт. Почётный гражданин города Малоярославца.

## Биография
Родился в селе Ильинском Малоярославецкого района Московской области (ныне Калужская область) в крестьянской семье.
Окончил семилетнюю школу в Малоярославце и железнодорожное училище, после которого год работал слесарем по ремонту паровозов в депо.
В армии служил связистом. Затем окончил Люблинский техникум трудовых резервов.
После техникума поступил в Литературный институт имени А. М. Горького (семинар Льва Ошанина). Учился вместе с Василием Беловым, Иваном Лысцовым, был знаком с поэтом Николаем Рубцовым, пришедшим в институт позже.
Студентом в начале 1960-х годов проходил практику в Курском областном комитете радиовещания.
После окончания Литературного института около года работал в Железногорске Курской области.
После выхода в 1966 году первого стихотворного сборника «Черёмуха» был принят в Союз писателей СССР.
Потом 9 лет работал редактором поэзии в издательствах «Советская Россия» и «Современник».
В 1970-71 году в издательстве «Советская Россия» готовил к печати книгу стихотворений Николая Рубцова, отстоял её авторское название «Зеленые цветы» и стал редактором книги, вышедшей уже после смерти поэта.
С 1968 года жил в г. Обнинске. Около 30 лет руководил единственным в городе литературным объединением, которое долгое время было безымянным. В 1986 году, в год столетия Николая Гумилёва, литобъединение получило название «Шестое чувство» — по названию одного из самых известных стихотворений Гумилёва. Участниками литературного объединения были Валерий Прокошин, Владимир Бойко, Эльвира Частикова, Вера Чижевская и другие обнинские поэты.
Скончался 18 июня 2015 г. после тяжелой болезни.

## Участие в творческих и общественных организациях
- Член Союза писателей СССР (1967—1991), затем Союза писателей России. Был ответственным секретарём Калужского отделения и членом правления Союза писателей России[4].
- Член президиума Литературного фонда Российской Федерации[4].

## Награды и звания
- Литературная премия имени М. Цветаевой (2005)[5]
- Почётный гражданин города Малоярославца (2002)[1]

### Публикации Валентина Ермакова

#### Книги
- Ермаков Валентин. Черёмуха: Стихи. — М.: Советская Россия, 1966.
- Ермаков Валентин. На Ивановском лугу: Стихи. — М.: Советский писатель, 1968.
- Ермаков Валентин. Большое небо: Стихи. — Тула, 1970.
- Ермаков Валентин. Свидетельница. — М.: Советская Россия, 1973.
- Ермаков Валентин. Мои любимцы: Стихи. — М.: Современник, 1983. — 63 с. — (Новинки «Современника»).
- Ермаков Валентин. Цветы на меже: Стихи. — Тула: Приокское книжное издательство, 1980.
- Ермаков Валентин. Радуга любви: Стихи. — Калуга: Золотая аллея, 1990.
- Ермаков Валентин. Опять повеяло весною: Стихи. — Тула: Приокское книжное издательство, 1990. — 62 с. — ISBN 5-7639-0124-X.
- Ермаков Валентин. Так задевало душу: Стихи. — Калуга: Золотая аллея, 1993. — 205 с. — ISBN 5-7111-0086-6.
- Валентин Ермаков. Преодоление. — Калуга: Золотая аллея, 2003.
- Ермаков Валентин. У родных берегов: Краеведческо-лирические воспоминания. — Обнинск: Технограф, 2004. — 87 с. — ISBN 5-94913-009-X.
- Ермаков Валентин. Следы переменчивой жизни: Стихи. — 2008.
- Ермаков Валентин. Долгая долина любви. — 1-е изд. — Обнинск, 2005.
- Ермаков Валентин. Долгая долина любви. — 2-е изд. — Обнинск, 2007.
- Ермаков Валентин. Долгая дорога любви. — 3-е изд. — Обнинск, 2011.
- Ермаков Валентин. Преодоление. — 1-е изд. — Обнинск, 2013.
- Ермаков Валентин. Преодоление. — 2-е изд (посмертное). — Обнинск: ФГБУ «ВНИИГМИ-МЦД», 2015. — ISBN 978-5-901579-58-9.

#### Сборники
- «Поэзия». Альманах № 2. — М.: ЦК ВЛКСМ «Молодая гвардия», 1969.
- «Знамя и слово». Сборник. — Калуга: Золотая аллея, 1995.
- Антология современной поэзии. — Калуга: Золотая аллея, 1998.
- Русская поэзия. XX век. Антология. — М.: ОЛМА-ПРЕСС, 1999.

### О Валентине Ермакове
- Векличева Р. Прикосновение к добру и свету // Обнинск. — 2009. — 19 февраля (№ 19 (3093)). Архивировано 29 сентября 2017 года.
- [Ермаков Валентин Михайлович]: некролог // Наш современник. — 2015. — № 7. — С. 288.
- Валентин Михайлович Ермаков : некролог // Весть. — 2015. — 23 июня. — С. 16.